# Fething

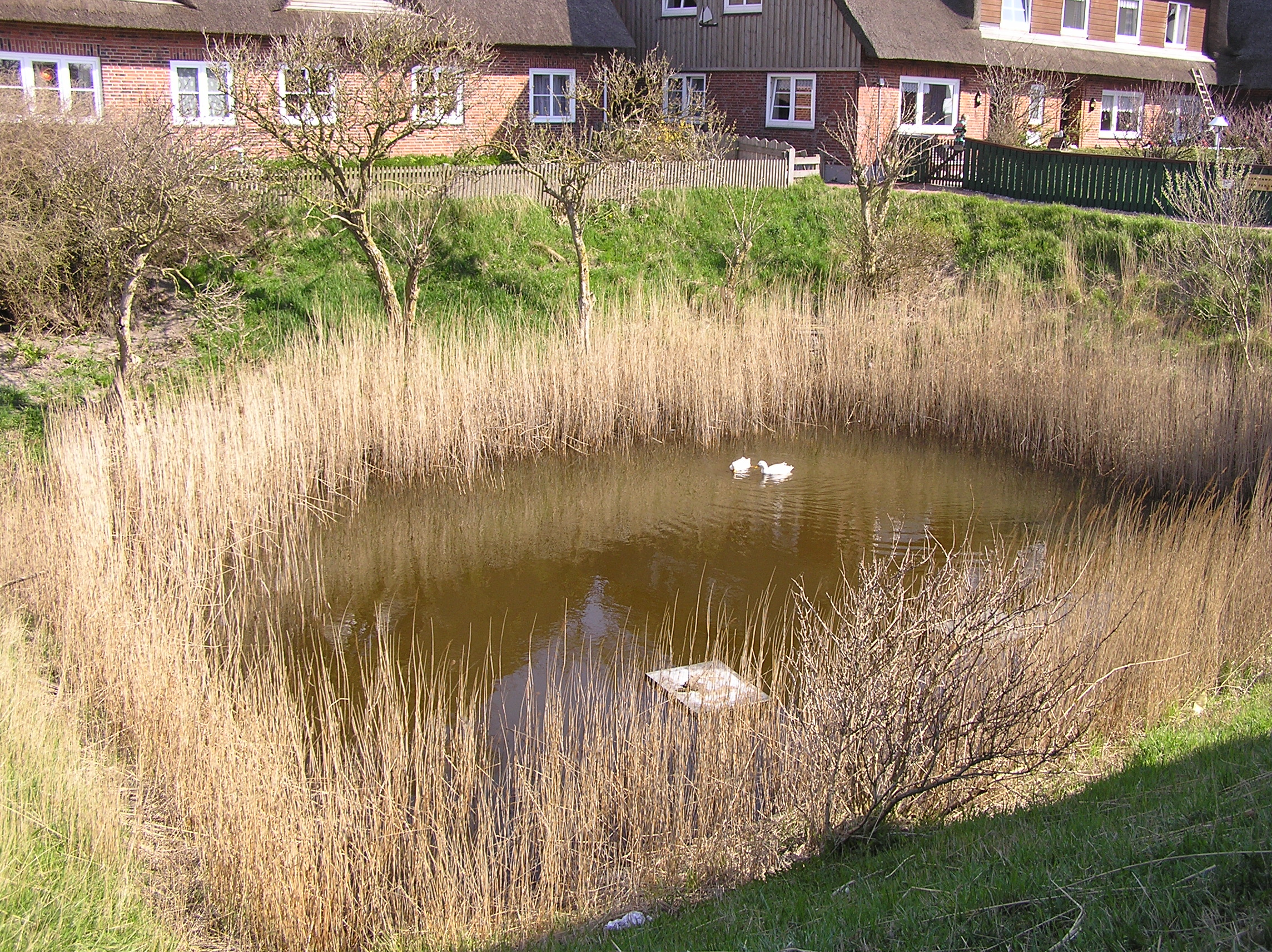
Fething auf Hallig Gröde

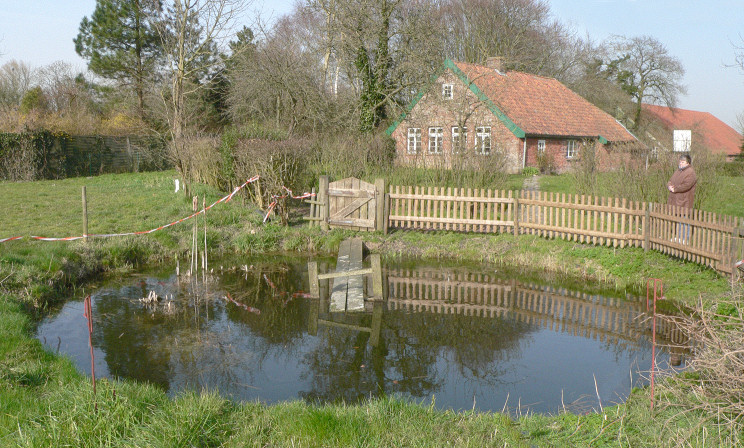
Regenwassersammelstelle auf der Warft Ziallerns

Als Fething (nordfriesisch: di/jü Feeding) bezeichnet man ein spezielles Wasserspeicherbecken auf den Halligen und Warften in den Marschgebieten der deutschen und niederländischen Nordseeküste.  

## Beschreibung
Fethinge sind Regenwassersammelbecken, die in der Regel als Viehtränke dienten und den Eindruck eines normalen Teichs erwecken. Meist wurden sie an der höchsten Stelle angelegt, also etwa in der Mitte der Hallig oder Warft.
Da in Fethinge auch das Oberflächenwasser der Wiesen und somit unter Umständen auch Dung gelangen konnte, eigneten sie sich in der Regel nicht als Reservoir für Trinkwasser. Hierfür wurde eine gesonderte Zisterne, der sogenannte Sood, angelegt, in dem sich das Regenwasser der Dächer sammeln konnte. 
Trinkwasser war auf den Halligen und in der Marsch ein kostbares Gut. Aufgrund der Insellage und der geringen Größe einer Hallig besteht selbst das Grundwasser aus Salzwasser. Ihre Aufgabe verloren die Fethinge erst Mitte des 20. Jahrhunderts, als die Wasserversorgung schrittweise ausgebaut wurde. So verfügt Hooge erst seit dem 29. Juli 1968 über einen Wasseranschluss, Gröde seit 1976.
Auch auf den Warften in anderen Regionen der Nordseeküste wurden solche Regenwasserspeicher angelegt. Man kann heute noch solche Teiche in den Warftdörfern Ziallerns bei Tettens im Wangerland und Rysum in der Krummhörn finden. Vor 1980 gab es noch einen Fething in Wichtens bei Tettens im Wangerland.
Inzwischen sind die noch vorhandenen Fethinge unter Denkmalschutz gestellt.